# Адыгейская литература
Адыгейская литература — комплекс литературных произведений, созданных на адыгейском языке.

## История
Адыгейская литература начала формироваться в 1-й половине XIX века на русском языке. Наиболее известными деятелями того периода считаются: Хан-Гирей, С. Инатов, Д. Кодзоков, Ю. Кази-Бек (Ахметуко), С. Кази-Гирей и ряд других.
Но уже с середины XIX века начинает появляться литература просветительного характера на адыгейском языке. Наибольший вклад внесли:
- Шора Бекмурзин Ногмов (1794—1844) — адыгский (кабардинский) общественный деятель, первый адыгский историк, филолог, поэт.
- Берсей Умар Хапхалович (1807—1870) — адыгский (абдзахский) просветитель адыгского народа, лингвист, учёный, писатель, поэт - баснописец, внес значительный вклад в становление адыгской литературы и письменности, составил и издал в 14 марта 1855 года первый «Букварь черкесского языка» (на арабской графике) (День рождения современной адыгской письменности);
- Султан Хан-Гирей (1808 — 1842) — представитель одной из младших ветвей крымской ханской династии Гиреев, являвшихся частью адыгской аристократии, чингизид, этнограф, фольклорист, искусствовед, создатель азбуки адыгского языка, автор проектов по «гражданскому устройству» своего народа, своими произведениями внес значительный вклад в адыгскую культуру и литературу, считается одним из основоположников адыгской этнографии и исторической науки.

Профессиональная литература на адыгейском языке активно начала развиваться после создания адыгейской письменности в 1918 году. Большой вклад внесли прозаики – Т. М. Керашев, И. Цей, А. Д. Хатков; поэты – М. Паранук, Ц. А. Теучеж; драматурги – А. К. Евтых, А. М. Чуяко, Ю. И. Тлюстен; детские писатели (проза и стихи) – Ш. Кубов, Р. Меркицкий, А. М. Гадагатль, И. Ш. Машбаш.
Чуть позже, в середине 20 века активно формируется национальная проза на русском языке (Евтых, Меркицкий), а также профессиональная литературная критика и литературоведение. А. Схаляхо, К. Г. Шаззо, У. М. Панеш, Т. Н. Чамоков, Р. Г. Мамий, Х. Г. Тлепцерше и др..

### Устное народное творчество
- Новеллы : Черие Хахупэко, Алэ Хырцыжико, Ерстемэ Залэко.
- Абреческие песни : «Песня о Мартине», «Об Али Чёрном»
- Песни о борцах против феодального гнета : «Песнь об Андемиркане», «Песнь о Хатх Кочасе», поэма «Песнь о бравом тфокотле».
- Песни о борьбе с иноземными захватчиками : «Как большой царь к абадзехам приезжал», «Бжедугские всадники», «Спорное сражение», «Песнь о битве при Шехапе».
- Песни о трудящихся : Хатхе Кочас, Мафоко Урус-бий, Ханахоко Кимчерий, «Песне о хорошем тфэкотле»

## Писатели
- Абитов, Владимир Кадырович (1937)
- Абитов, Хизир Яхьяевич (Хезир Яхьяевич) (1941)
- Абуков, Халид Кучукович (1900—1937)
- Ахметов, Мухадин Худович (1917)
- Андрухаев, Хусен Борежевич (1920—1941) — поэт, Герой Советского Союза.
- Абуков, Халид Кучукович — писатель.
- Балкарова, Фоусат Гузеровна (1932—2009)
- Бекизова, Лейла Абубекировна (1929)
- Беретарь, Хамид Яхьявич (1931—1995)
- Бештоков, Хабас Карнеевич (1943)
- Братов, Габас Мухамедович (1930—2002)
- Гашоков, Хусин Ханахович (1913—1983) — писатель.
- Гадагатль, Аскер Магамудович (1922—2009) — писатель, поэт, учёный, нартовед,
- Дышеков, Магомет Пшиканович (1902—1942)
- Евтых, Аскер Кадербечевич — писатель
- Жанэ Киримизе Хаджемусович 1919—1983 г. — писатель-прозаик, поэт.
- Кардангушев, Зарамук Патурович (1918—2008) — артист, писатель, нартовед.
- Керашев, Тембот Магометович (1902—1988) — писатель. Лауреат Сталинской премии.
- Асланбек Керашев — журналист
- Кешоков, Алим Пшемахович (1914—2001) — поэт, прозаик.
- Костанов, Дмитрий Григорьевич (1912—1985) — писатель
- Кохова, Цуца Меджидовна (1920—2000)
- Кубов, Шабан Индрисович (1890—1974) — поэт, композитор, фольклорист черкесского зарубежья, основатель адыгской театральной труппы в Аммане, автор исторической поэмы «Мамлюки»
- Куек, Нальбий Юнусович (1938—2007) — поэт, драматург, сценарист, прозайк, публицист, общественный деятель;
- Машбаш, Исхак Шумафович (28.05.1931) — писатель.
- Нехай, Руслан Махмудович — писатель
- Мурат Паранук (1912-70) — поэт, автор поэмы «Ураза», помогал А. Д. Хатков (1931).
- Пачев, Бекмурза Машевич (18 января 1854 — 20 ноября 1936) — поэт.
- Панеш, Сафер Ильясович (29.10.1930-2021) — писатель.
- Панеш, Хазрет Махмудович (1934 - 2021) — поэт, писатель, переводчик.
- Сокуров, Мусарби Гисович (1929—1990)
- Теучеж, Цуг (1855—1940) — поэт.
- Теунов, Хачим Исхакович (1912—1983) — писатель.
- Тлюстен, Юсуф Ибрагимович (1913—1998) — писатель.
- Тхагазитов, Зубер Мухамедович (1934)
- Шогенцуков, Али Асхадович (1900—1941) — основоположник кабардинской литературы.
- Шогенцуков, Адам Огурлиевич (1916—1995) — поэт, прозаик, драматург и публицист.
- Аскерби Шортанов (1916—1985) — классик кабардинской литературы.
- Ханфенов, Алим Мазанович (1922-2014)
- Хахов, Сафарбий Гидович (1938) — поэт, писатель.
- Хатков, Ахмед Джанхотович (1901—1937) — писатель, основоположник адыгской советской поэзий, в том числе поэмы.
- Хурумов Х. Х. (1946) — поэт, писатель, драматург, книжный оформитель.
- Чуяко, Джафар — писатель
- Цей, Ибрагим Салехович (1890—1936) — писатель
- Яхутль, Сафер Махмудович (1914—1977) — адыгский советский поэт

## Адыгская литературная диаспора
Адыгские поэты и прозаики диаспоры в Турции :
- Ахмет Мидхат Хагур,
- Ахмед Нури Цаго,
- Омер Сейффеддин Хатко

Адыгские поэты и прозаики диаспоры в Иордании :
- Куба Шабан и др.

Адыгские авторы исторического романа :
- Роман «Кавказ» /1877/ Ахмета Мидхата;
- Роман «Жан» /1949/ Расима Рушди /Фауко

Адыгские авторы историографических произведений :
- Ахмет Нури Цаго «Как мы, адыги, исчезаем», 1913;
- Расим Рушди «История национальной трагедии черкесов», 1939 и др.

Новое поколение адыгских писателей и поэтов в диаспоре :
- Харун Батоко /Блэнауэ/, 1886–1958;
- Акиф Доган /Дигунэ/, 1883–1962;
- Батырай Озбек /Едыдж/, р. 1946 г.;
- Мухадин Кандур, р. 1938;
- Сефер Берзег, 1939;
- Хуаж Фахри, р. 1936;
- Иззет Айдемир, р. 1925;
- Осман Челик /Хьэкӏуратӏэ/, р. 1934;
- Хусейн Тюмер /Сеин Тӏимэ/, 1875–1968;
- Четин Онер /ГъуэгулI/, р. 1943;
- Осман Баранус /Къэшыргъэ/, р. 1930;
- Хикмет Бинер /Ачмыжь/, р. 1929;
- Доган Кубан, р. 1926;
- х’я Канболат /Шагужь/, р. 1926;
- Мустафа Зихни /ХыдзэлI/, 1919–1964;
- Хикмет Биранд /Брантӏэ/, 1906–1972;
- Омер Хилми /Цей/; 1898–1961;
- Самир Харатоко, р. 1948;
- Захра Омар /Апшаца/, 1938–2000;
- Ф. К’ат, р. 1943;
- Дж. Исхак’ат, р. 1946;
- Кадир Натхо, р. 1927